# مقاطعة إدي (نيومكسيكو)
مقاطعة إدي (بالإنجليزية: Eddy County)‏ هي إحدى مقاطعات ولاية نيومكسيكو في الولايات المتحدة الأمريكية.